# Zdeněk Ležák
Zdeněk Ležák (13. března 1974 v Praze) je novinář, publicista a od roku 2010 šéfredaktor technického a přírodovědného časopisu pro mládež – ABC.

## Život
Zdeněk Ležák absolvoval literární akademii Josefa Škvoreckého. Od roku 1999 působí v redakcích časopisů pro děti. V letech 1999 až 2008 pracoval jako redaktor časopisu ABC. Mezi roky 2008 až 2010 zastával pozici šéfredaktora časopisu 21. století JUNIOR. Ve své literární tvorbě se Zdeněk Ležák zaměřuje na děti a mládež, tematicky pak na historii a moderní technologie. Žije v Jílovém u Prahy a v Praze. K jeho zálibám patří (kromě literatury a nových technologií) ještě film, komiks, pěší turistika a cykloturistika.

## Literární tvorba (chronologicky od nejnovějších děl)
- Ležák, Zdeněk a Otčenášková, Martina. (ilustrace: Kocián, Michal). Jail City: město v zajetí. První vydání. Brno: Edika, 2017. 102 nečíslovaných stran. ISBN 978-80-266-1078-6.

- Ležák, Zdeněk; (ilustrace: Kocián, Michal). Tři králové. První vydání. Praha : ARGO, 2017. 108 stran (120 nečíslovaných stran) ISBN 978-80-257-2321-0. EAN: 9788025723210. Výpravný stostránkový komiks.[3]

- Ležák, Zdeněk; (ilustrace: Rudolf Suran). Marie Terezie a její Habsburkové: komiksový příběh největší české panovnice. 1. vydání. V Brně: Edika, 2017. 98 stran, 60 nečíslovaných stran. ISBN 978-80-266-1069-4.[2]

- Ležák, Zdeněk; (ilustrace: Jonáš Ledecký, Matyáš Namai, Martin Pospíšil). Karel IV., pán světa: komiksový příběh největšího českého panovníka. 1. vydání. V Brně: Edika, 2016. 97 stran, 62 nečíslovaných stran. ISBN 978-80-266-0958-2.[2]

- Ležák, Zdeněk; (ilustrace: Kocián, Michal). Stopa legionáře 2: osudy československých legionářů. Vydání první. Praha: Argo, 2015. 121 stran. ISBN 978-80-257-1684-7 (komiks)[2]

- Ležák, Zdeněk; (ilustrace: Kocián, Michal). Ve jménu Husa: zrození kalicha. 1. vydání. Brno: Edika, 2015. 152 strany. ISBN 978-80-266-0697-0.[2]

- Ležák, Zdeněk; (ilustrace: Kocián, Michal). Stopa legionáře: příběh československých legionářů: 1914-2014. Vyd. 1. Praha: Argo, 2014. [99] s. ISBN 978-80-257-1336-5. (komiks)[2]

- Ležák, Zdeněk. G2R - tajemná hra. V Praze: XYZ, 2011. 291 s. ISBN 978-80-7388-522-9.[2]

- Povídka W.I.T.C.H.ka v knize Noční můry nespí (Březinová, Ivona, ed. Noční můry nespí. V Praze: XYZ, 2011. 451 s. ISBN 978-80-7388-481-9.)[2]